# Robert Lewandowski
Robert Lewandowski (Varsó, 1988. augusztus 21. –) lengyel válogatott labdarúgó, csatár. A La Ligában szereplő FC Barcelona játékosa, és a lengyel válogatott kapitánya.
A Lech Poznań csapatával a 2009–10-es idényben lengyel bajnok  lett és gólkirályi címet szerzett. A Borussia Dortmund és a Bayern München játékosaként eddig összesen kilencszer nyerte meg a német bajnokságot (Bundesliga), továbbá hatszoros német gólkirálynak vallhatja magát. 2021-ben elnyerte az Európai aranycipőt, 41 góljával pedig megdöntötte Gerd Müller egy idényre vonatkozó Bundesliga-rekordját.

## Pályafutása

### Korai évek
A 2006–07-es idényben Lewandowski volt a lengyel harmadosztály gólkirálya 15 találattal, amivel hozzásegítette a Znicz Pruszków csapatát a bajnoki címhez. A következő szezonban 21 gólt szerzett a másodosztályban és ismét gólkirály lett.

### Lech Poznań
2008 júniusában a Lech Poznań igazolta le 1,5 millió złotyért. 2008 júliusában egy UEFA-kupa mérkőzésen debütált a Lech színeiben az azeri Xəzər Lənkəran ellen. Az találkozó egyetlen gólját ő szerezte. Az Ekstraklasaban a GKS Bełchatów ellen léptek pályára az első fordulóban. A vége előtt négy perccel sarokkal szerzett gólt. A poznańiaknál eltöltött első szezonja végén második helyen végzett a góllövőlistán. A 2009–10-es bajnokságban 18 góllal gólkirály lett, csapatát pedig bajnoki címhez vezette.

### Borussia Dortmund
2010-ben a Borussia Dortmund, a Genoa és a Blackburn Rovers együtteseivel is szóba hozták. Május 5-én a Dortmund vezérigazgatója Michael Zorc bejelentette, hogy szóban megegyeztek Lewandowskival és csatlakozni fog a Bundesligaban szereplő klubhoz. Azonban a két klub közötti tárgyalások hetekig elhúzódtak. Később átesett az orvosi vizsgálatokon, ahol megfelelt és 2010. június 11-én négy évre szóló szerződést írt alá a német klubbal. A Dortmund 4,5 millió € ellenében szerezte meg. Szeptember 19-én szerezte első gólját a csapat színeiben a Schalke 04 elleni derbin, amit 3–1 arányban megnyertek a sárga-feketék.
A 2011–12-es szezonban mind a 34 bajnokin játszott, ezeken 22 találatig jutott. Másodjára is bajnoki címet ünnepelhetett német csapatában.
A 2012–13-as idényben 24 találattal a góllövőlista második helyén végzett. A Bajnokok Ligája sorozatban 13 meccsen 10 gólt szerzett, végül ezüstérmet szerezve csapatával. Az elődöntőben a Real Madrid ellen a csapat mind a négy találatát ő szerezte.

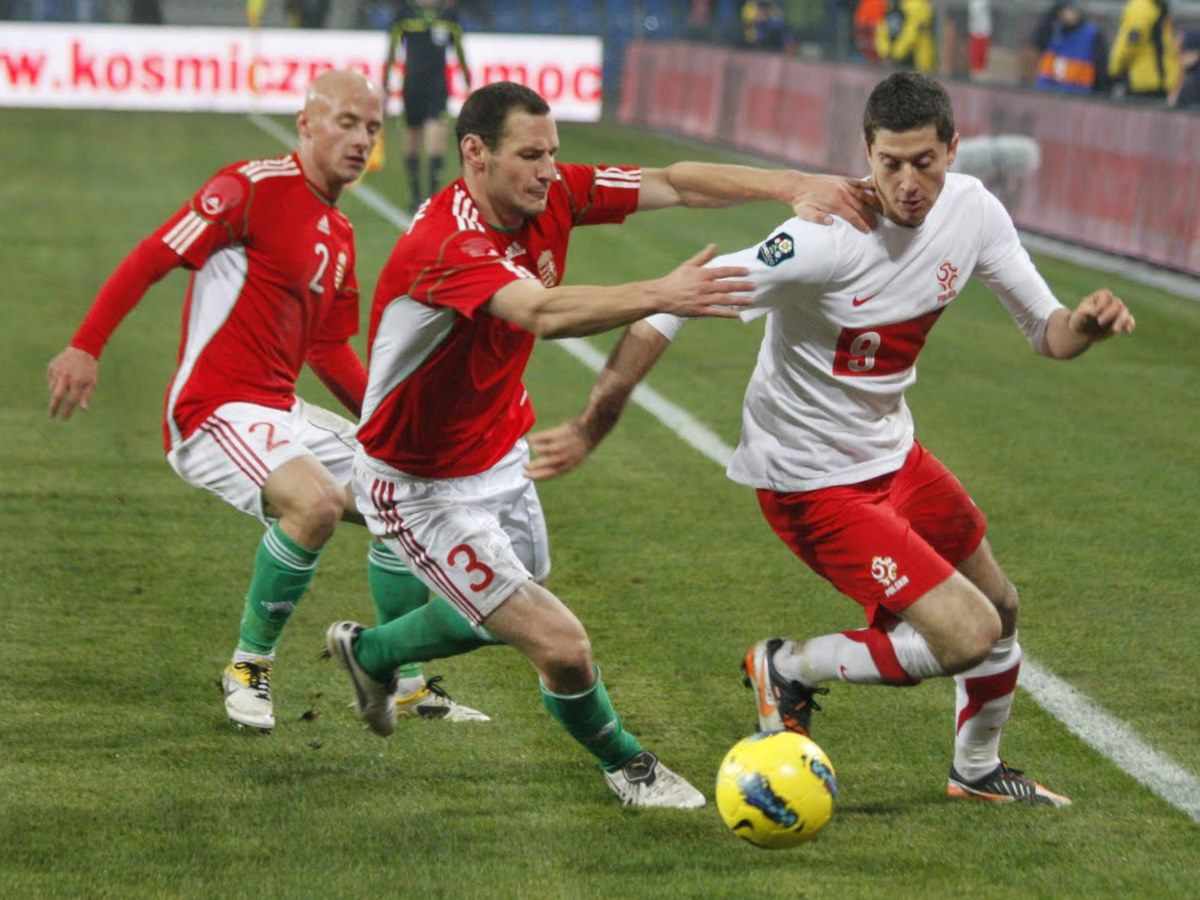
Robert Lewandowski a magyar Varga József és Vanczák Vilmos szorításában

### Bayern München
Lewandowskinak új klubjában is jól ment a góltermelés. Többszörös Bundesliga gólkirály lett a Bayern mezében is. A 2015–16-os évadban 30, a 2017–18-as szezonban 29, a 2018–19-es kiírásban pedig 22 góllal lett a német élvonal legjobb góllövője. A Bajorokkal többször nyert német bajnokságot és német kupát (DFB Pokal) is.
A 2019 - 20-as idényben Lewandowski 13 meccsen 15 gólt szerzett a Bajnokok Ligájában, melyet a Bayern Münchennel meg is nyert. Elnyerte az UEFA Legjobb támadó díját, melyet a 20-21-es BL csoportkör sorsolásának napján osztottak ki.

### Barcelona
2022 július 16-án hivatalossá vált, a nyári transzferpiac legnagyobb szappanoperájaként ismert hír, a Bayern München elfogadta a 45 millió eurós ajánlatot, mely bónuszokkal további 5 milliót jelenthet idővel a müncheniek számára, Robert Lewandowski a februárban kötött egyezségnek megfelelően aláírt az FC Barcelonához. A szerződésre három nappal később került sor, és 2026-ig írt alá.
Augusztus 13-án debütált hivatalosan a csapatban, a bajnokság 2022/23-as idényének nyitófordulójában a Rayo Vallecano elleni gólnélküli mérkőzésen.
A következő fordulóban a Real Sociedad ellen szerezte első gólját, melyen duplázni tudott az 1. és a 68. percben, a következő héten a Real Valladolid ellen is két gólt szerzett, és szintén gólt jegyzett a 4. fordulóban a Sevilla ellen.
Szeptember 7-én lépett pályára nemzetközi porondon a Bajnokok Ligájában, és érte el első mesterhármasát a Barca színében, a Viktoria Plzeň elleni hazai 5–1-s mérkőzésen.

### A válogatottban
A lengyel U21-es válogatottban három alkalommal szerepelt Anglia, Finnország és Fehéroroszország elleni mérkőzéseken.
A lengyel válogatottban 2008. szeptember 10-én debütált egy San Marino elleni világbajnoki selejtezőn és egy gólt szerzett.
Lewandowski vezérletével a lengyel válogatott magabiztosan jutott ki a 2016-os és 2020-as Európa-bajnokságokra, illetve a 2018-as világbajnokságra. 13 góljával a 2016-os selejtezősorozat gólkirálya lett. A 2018-as vb selejtezőkön 16 gólt lőtt, amivel a kvalifikációs sorozat legeredményesebb góllövője lett.
Magánélet
Lewandowski édesapja azért adta neki a Robert nevet, hogy megkönnyítse számára, amikor profi labdarúgóként külföldre költözik. Lewandowski apja, Krzysztof (2005-ben halt meg) lengyel dzsúdóbajnok volt, és a másodosztályú Hutnik Warsaw csapatában is futballozott. Édesanyja, Iwona az AZS Warsaw egykori röplabdázója, majd a Partyzant Leszno alelnöke. Nővére, Milena szintén röplabdázik, és az U21-es válogatottat is képviselte.
Felesége, Anna Lewandowska bronzérmet szerzett a 2009-es karate világkupán. 2013. június 22-én házasodtak össze a serocki Boldogságos Szűz Mária Angyali üdvözlet templomban. Két lányuk van: Klára (született 2017) és Laura (született 2020).
Lewandowski gyakorló katolikus. 2014 októberében találkozott Ferenc pápával, amikor a Bayern München Vatikánvárosba látogatott, miután a német csapat 7–1-re legyőzte az A.S. A Roma együttesét az UEFA Bajnokok Ligájában.
Lengyel anyanyelvén kívül Lewandowski angolul és németül is beszél.

## Sikerei, díjai

### Klubokban
Lech Poznań
- Lengyel bajnok: 2009–10
- Lengyel kupa: 2009
- Lengyel szuperkupa: 2009

Borussia Dortmund
- Német bajnok: 2010–11, 2011–12
- Német kupa: 2012
- Német szuperkupa: 2013
- UEFA-bajnokok ligája döntős: 2013

Bayern München
- Német bajnok: 2014–15, 2015–16, 2016–17, 2017–18, 2018–19, 2019-20, 2020-21,2021-22
- Német szuperkupa: 2016, 2017, 2018, 2021
- Német kupa: 2016, 2019, 2020
- UEFA-bajnokok ligája győztes: 2020
- FIFA-klubvilágbajnokság: 2020

#### Barcelona
- La Liga: 2022–23, 2024-2025
- Supercopa: 2023, 2025
- La Liga: 2024–25

### Egyéni
- A lengyel II. liga gólkirálya: 2006–07 (15 góllal)
- A lengyel I. liga gólkirálya: 2007–08 (21 góllal)
- Az Ekstraklasa gólkirálya: 2009–10 (18 góllal)
- A Német kupa gólkirálya: 2011–12 (7 góllal), 2016–17 (5 góllal), 2017–18 (6 góllal), 2018–19 (7 góllal), 2019–20 (6 góllal)
- A Bundesliga gólkirálya: 2013–14 (20 góllal), 2015–16 (30 góllal), 2017–18 (29 góllal), 2018–19 (22 góllal), 2019-20 (34 góllal), 2020-21 (41 góllal)
- Az év játékosa Lengyelországban: 2008
- Az év lengyel játékosa: 2011, 2012, 2013, 2014, 2015, 2016, 2017, 2019
- Európai aranycipő: 2021[10]
- IFFHS - a világ legjobb játékosa (World's Best Player): 2020,[11] 2021[12]
- Lengyelország Újjászületése érdemrend - Parancsnoki Kereszt:2021[13]

## Statisztikái

### Klubcsapatokban
2025. január 20-ai állapot szerint.
| Klub              | Szezon           | Bajnokság        | Bajnokság | Bajnokság | Kupa  | Kupa  | Európa | Európa | Egyéb | Egyéb | Összes | Összes |
| Klub              | Szezon           | Liga             | Mérk.     | Gólok     | Mérk. | Gólok | Mérk.  | Gólok  | Mérk. | Gólok | Mérk.  | Gólok  |
| ----------------- | ---------------- | ---------------- | --------- | --------- | ----- | ----- | ------ | ------ | ----- | ----- | ------ | ------ |
| Delta Warsaw      | 2004–05          | IV Liga          | 17        | 4         | 2     | 0     | —      | —      | —     | —     | 19     | 4      |
| Delta Warsaw      | Összesen         | Összesen         | 17        | 4         | 2     | 0     | —      | —      | —     | —     | 19     | 4      |
| Legia Warsaw II   | 2005–06          | III Liga         | 13        | 2         | 1     | 2     | —      | —      | —     | —     | 14     | 4      |
| Legia Warsaw II   | Összesen         | Összesen         | 13        | 2         | 1     | 2     | —      | —      | —     | —     | 14     | 4      |
| Znicz Pruszków II | 2006–07          | Klasa A          | 2         | 6         | —     | —     | —      | —      | —     | —     | 2      | 6      |
| Znicz Pruszków II | Összesen         | Összesen         | 2         | 6         | —     | —     | —      | —      | —     | —     | 2      | 6      |
| Znicz Pruszków    | 2006–07          | II Liga          | 27        | 15        | 2     | 1     | —      | —      | —     | —     | 29     | 16     |
| Znicz Pruszków    | 2007–08          | I Liga           | 32        | 21        | 2     | 0     | —      | —      | —     | —     | 34     | 21     |
| Znicz Pruszków    | Összesen         | Összesen         | 59        | 36        | 4     | 1     | —      | —      | —     | —     | 63     | 37     |
| Lech Poznań       | 2008–09          | Ekstraklasa      | 30        | 14        | 6     | 2     | 12     | 4      | —     | —     | 48     | 20     |
| Lech Poznań       | 2009–10          | Ekstraklasa      | 28        | 18        | 1     | 0     | 4      | 2      | 1     | 1     | 34     | 21     |
| Lech Poznań       | Összesen         | Összesen         | 58        | 32        | 7     | 2     | 16     | 6      | 1     | 1     | 82     | 41     |
| Borussia Dortmund | 2010–11          | Bundesliga       | 33        | 8         | 2     | 0     | 8      | 1      | —     | —     | 43     | 9      |
| Borussia Dortmund | 2011–12          | Bundesliga       | 34        | 22        | 6     | 7     | 6      | 1      | 1     | 0     | 47     | 30     |
| Borussia Dortmund | 2012–13          | Bundesliga       | 31        | 24        | 4     | 1     | 13     | 10     | 1     | 1     | 49     | 36     |
| Borussia Dortmund | 2013–14          | Bundesliga       | 33        | 20        | 5     | 2     | 9      | 6      | 1     | 0     | 48     | 28     |
| Borussia Dortmund | Összesen         | Összesen         | 131       | 74        | 17    | 10    | 36     | 18     | 3     | 1     | 187    | 103    |
| Bayern München    | 2014–15          | Bundesliga       | 31        | 17        | 5     | 2     | 12     | 6      | 1     | 0     | 49     | 25     |
| Bayern München    | 2015–16          | Bundesliga       | 32        | 30        | 6     | 3     | 12     | 9      | 1     | 0     | 51     | 42     |
| Bayern München    | 2016–17          | Bundesliga       | 33        | 30        | 4     | 5     | 9      | 8      | 1     | 0     | 47     | 43     |
| Bayern München    | 2017–18          | Bundesliga       | 30        | 29        | 6     | 6     | 11     | 5      | 1     | 1     | 48     | 41     |
| Bayern München    | 2018–19          | Bundesliga       | 33        | 22        | 5     | 7     | 8      | 8      | 1     | 3     | 47     | 40     |
| Bayern München    | 2019–20          | Bundesliga       | 31        | 34        | 5     | 6     | 10     | 15     | 1     | 0     | 47     | 55     |
| Bayern München    | 2020–21          | Bundesliga       | 29        | 41        | 1     | 0     | 6      | 5      | 4     | 2     | 40     | 48     |
| Bayern München    | 2021–22          | Bundesliga       | 34        | 35        | 1     | 0     | 10     | 13     | 1     | 2     | 46     | 50     |
| Bayern München    | Összesen         | Összesen         | 253       | 238       | 33    | 29    | 78     | 69     | 11    | 8     | 375    | 344    |
| Barcelona         | 2022–23          | La Liga          | 34        | 23        | 3     | 2     | 7      | 6      | 2     | 2     | 46     | 33     |
| Barcelona         | 2023–24          | La Liga          | 35        | 19        | 3     | 2     | 9      | 3      | 2     | 2     | 49     | 26     |
| Barcelona         | 2024–25          | La Liga          | 19        | 16        | 1     | 2     | 7      | 9      | 2     | 1     | 29     | 28     |
| Barcelona         | Összesen         | Összesen         | 88        | 58        | 7     | 6     | 23     | 18     | 6     | 5     | 124    | 87     |
| Karrier összesen  | Karrier összesen | Karrier összesen | 623       | 452       | 74    | 51    | 153    | 111    | 21    | 15    | 871    | 629    |

Jegyzetek
1. ↑  Magában foglalja a Lengyel szuperkupa és a Német szuperkupa mérkőzéseket

1. ↑  Mérkőzése(i) a(z) UEFA Kupában (négy mérkőzés a selejtezőn)
2. ↑  Gólja(i) a(z) UEFA Kupában (három gól a selejtezőn)
3. ↑  Mérkőzése(i) a(z) Európa Liga selejtezőn
4. ↑  Mérkőzése(i) a(z) Superpuchar-ban
5. ↑  Mérkőzése(i) a(z) Európa Ligában (két mérkőzés a selejtezőn)
6. 1 2 3 4 5 6 7 8 9 10 11 12 13  Mérkőzése(i) a(z) Bajnokok Ligájában
7. 1 2 3 4 5 6 7 8 9 10 11  Mérkőzése(i) a(z) DFL-Supercup-ban
8. ↑  Mérkőzése(i) a(z) UEFA-szuperkupában
9. ↑  Mérkőzése(i) a(z) Klubvilágbajnokságon
10. ↑  A(z) Bajnokok Ligájában ötször, az Európa Ligában kétszer lépett pályára
11. ↑  A(z) BL-ben öt, a(z) EL-ben egy gólt szerzett
12. 1 2 3  Mérkőzése(i) a(z) Supercopa-ban

### A válogatottban
2024. október 15. szerint.
| Lengyelország | Lengyelország | Lengyelország |
| Év            | Mérk.         | Gólok         |
| ------------- | ------------- | ------------- |
| 2008          | 4             | 2             |
| 2009          | 12            | 1             |
| 2010          | 13            | 6             |
| 2011          | 11            | 4             |
| 2012          | 10            | 2             |
| 2013          | 10            | 3             |
| 2014          | 6             | 5             |
| 2015          | 7             | 11            |
| 2016          | 12            | 8             |
| 2017          | 6             | 9             |
| 2018          | 11            | 4             |
| 2019          | 10            | 6             |
| 2020          | 4             | 2             |
| 2021          | 12            | 11            |
| 2022          | 10            | 4             |
| 2023          | 8             | 4             |
| 2024          | 10            | 2             |
| Összesen      | 156           | 84            |

### Góljai a válogatottban
Legutóbb frissítve: 2024. október 15-én lett.
| #  | Pályára lépés száma | Dátum                | Helyszín                                                  | Ellenfél            | Gól | Végeredmény    | Verseny                            |
| -- | ------------------- | -------------------- | --------------------------------------------------------- | ------------------- | --- | -------------- | ---------------------------------- |
| 1  | 1                   | 2008. szeptember 10. | Olimpiai Stadion, Serravalle, San Marino                  | San Marino          | 2–0 | 2–0            | 2010-es világbajnokság-selejtező   |
| 2  | 4                   | 2008. november 19.   | Croke Park, Dublin, Írország                              | Írország            | 3–1 | 3–2            | Barátságos mérkőzés                |
| 3  | 7                   | 2009. április 1.     | Kolporter Arena, Kielce, Lengyelország                    | San Marino          | 4–0 | 10–0           | 2010-es világbajnokság-selejtező   |
| 4  | 19                  | 2010. január 23.     | 80. születésnapi stadion, Korat, Thaiföld                 | Szingapúr           | 1–0 | 6–1            | 2010-es Király Kupa                |
| 5  | 19                  | 2010. január 23.     | 80. születésnapi stadion, Korat, Thaiföld                 | Szingapúr           | 2–0 | 6–1            | 2010-es Király Kupa                |
| 6  | 20                  | 2010. március 3.     | Stadion Miejski Polonii, Varsó, Lengyelország             | Bulgária            | 2–0 | 2–0            | Barátságos mérkőzés                |
| 7  | 26                  | 2010. szeptember 7.  | Stadion Miejski Wisły, Krakkó, Lengyelország              | Ausztrália          | 1–1 | 1–2            | Barátságos mérkőzés                |
| 8  | 29                  | 2010. november 17.   | Stadion Miejski, Poznań, Lengyelország                    | Elefántcsontpart    | 1–0 | 3–1            | Barátságos mérkőzés                |
| 9  | 29                  | 2010. november 17.   | Stadion Miejski, Poznań, Lengyelország                    | Elefántcsontpart    | 3–1 | 3–1            | Barátságos mérkőzés                |
| 10 | 30                  | 2011. február 9.     | Algarve Stadion, Faro/Loulé, Portugal                     | Norvégia            | 1–0 | 1–0            | Barátságos mérkőzés                |
| 11 | 36                  | 2011. szeptember 6.  | Stadion Energa Gdańsk, Gdańsk, Lengyelország              | Németország         | 1–0 | 2–2            | Barátságos mérkőzés                |
| 12 | 37                  | 2011. október 7.     | Világbajnoki Stadion, Szöul, Dél-Korea                    | Dél-Korea           | 1–0 | 2–2            | Barátságos mérkőzés                |
| 13 | 38                  | 2011. október 11.    | Brita-Arena, Wiesbaden, Németország                       | Fehéroroszország    | 2–0 | 2–0            | Barátságos mérkőzés                |
| 14 | 42                  | 2012. június 2.      | Stadion Wojska Polskiego, Varsó, Lengyelország            | Andorra             | 2–0 | 4–0            | Barátságos mérkőzés                |
| 15 | 43                  | 2012. június 8.      | Nemzeti Stadion, Varsó, Lengyelország                     | Görögország         | 1–0 | 1–1            | 2012-es Európa-bajnokság           |
| 16 | 53                  | 2013. március 26.    | Nemzeti Stadion, Varsó, Lengyelország                     | San Marino          | 1–0 | 5–0            | 2014-es világbajnokság-selejtező   |
| 17 | 53                  | 2013. március 26.    | Nemzeti Stadion, Varsó, Lengyelország                     | San Marino          | 3–0 | 5–0            | 2014-es világbajnokság-selejtező   |
| 18 | 56                  | 2013. szeptember 6.  | Nemzeti Stadion, Varsó, Lengyelország                     | Montenegró          | 1–1 | 1–1            | 2014-es világbajnokság-selejtező   |
| 19 | 61                  | 2014. június 6.      | Stadion Energa Gdańsk, Gdańsk, Lengyelország              | Litvánia            | 2–1 | 2–1            | Barátságos mérkőzés                |
| 20 | 62                  | 2014. szeptember 7.  | Estádio Algarve, Faro/Loulé, Portugália                   | Gibraltár           | 3–0 | 7–0            | 2016-os Európa-bajnokság-selejtező |
| 21 | 62                  | 2014. szeptember 7.  | Estádio Algarve, Faro/Loulé, Portugália                   | Gibraltár           | 4–0 | 7–0            | 2016-os Európa-bajnokság-selejtező |
| 22 | 62                  | 2014. szeptember 7.  | Estádio Algarve, Faro/Loulé, Portugália                   | Gibraltár           | 6–0 | 7–0            | 2016-os Európa-bajnokság-selejtező |
| 23 | 62                  | 2014. szeptember 7.  | Estádio Algarve, Faro/Loulé, Portugália                   | Gibraltár           | 7–0 | 7–0            | 2016-os Európa-bajnokság-selejtező |
| 24 | 68                  | 2015. június 13.     | Nemzeti Stadion, Varsó, Lengyelország                     | Grúzia              | 2–0 | 4–0            | 2016-os Európa-bajnokság-selejtező |
| 25 | 68                  | 2015. június 13.     | Nemzeti Stadion, Varsó, Lengyelország                     | Grúzia              | 3–0 | 4–0            | 2016-os Európa-bajnokság-selejtező |
| 26 | 68                  | 2015. június 13.     | Nemzeti Stadion, Varsó, Lengyelország                     | Grúzia              | 4–0 | 4–0            | 2016-os Európa-bajnokság-selejtező |
| 27 | 69                  | 2015. szeptember 4.  | Commerzbank-Arena, Frankfurt, Németország                 | Németország         | 1–2 | 1–3            | 2016-os Európa-bajnokság-selejtező |
| 28 | 70                  | 2015. szeptember 7.  | Nemzeti Stadion, Varsó, Lengyelország                     | Gibraltár           | 3–0 | 8–1            | 2016-os Európa-bajnokság-selejtező |
| 29 | 70                  | 2015. szeptember 7.  | Nemzeti Stadion, Varsó, Lengyelország                     | Gibraltár           | 4–0 | 8–1            | 2016-os Európa-bajnokság-selejtező |
| 30 | 71                  | 2015. október 8.     | Hampden Park, Glasgow, Skócia                             | Skócia              | 1–0 | 2–2            | 2016-os Európa-bajnokság-selejtező |
| 31 | 71                  | 2015. október 8.     | Hampden Park, Glasgow, Skócia                             | Skócia              | 2–2 | 2–2            | 2016-os Európa-bajnokság-selejtező |
| 32 | 72                  | 2015. október 11.    | Nemzeti Stadion, Varsó, Lengyelország                     | Írország            | 2–1 | 2–1            | 2016-os Európa-bajnokság-selejtező |
| 33 | 73                  | 2015. november 13.   | Nemzeti Stadion, Varsó, Lengyelország                     | Izland              | 3–2 | 4–2            | Barátságos mérkőzés                |
| 34 | 73                  | 2015. november 13.   | Nemzeti Stadion, Varsó, Lengyelország                     | Izland              | 4–2 | 4–2            | Barátságos mérkőzés                |
| 35 | 81                  | 2016. június 30.     | Stade Vélodrome, Marseille, Franciaország                 | Portugália          | 1–0 | 1–1 (3–5 tiz.) | 2016-os Európa-bajnokság           |
| 36 | 82                  | 2016. szeptember 4.  | Asztana Arena, Asztana, Kazakhstan                        | Kazahsztán          | 2–0 | 2–2            | 2018-as világbajnokság-selejtező   |
| 37 | 83                  | 2016. október 8.     | Nemzeti Stadion, Varsó, Lengyelország                     | Dánia               | 1–0 | 3–2            | 2018-as világbajnokság-selejtező   |
| 38 | 83                  | 2016. október 8.     | Nemzeti Stadion, Varsó, Lengyelország                     | Dánia               | 2–0 | 3–2            | 2018-as világbajnokság-selejtező   |
| 39 | 83                  | 2016. október 8.     | Nemzeti Stadion, Varsó, Lengyelország                     | Dánia               | 3–0 | 3–2            | 2018-as világbajnokság-selejtező   |
| 40 | 84                  | 2016. október 11.    | Nemzeti Stadion, Varsó, Lengyelország                     | Örményország        | 2–1 | 2–1            | 2018-as világbajnokság-selejtező   |
| 41 | 85                  | 2016. november 11.   | Nemzeti Stadion, Bukarest, Romania                        | Románia             | 2–0 | 3–0            | 2018-as világbajnokság-selejtező   |
| 42 | 85                  | 2016. november 11.   | Nemzeti Stadion, Bukarest, Romania                        | Románia             | 3–0 | 3–0            | 2018-as világbajnokság-selejtező   |
| 43 | 86                  | 2017. március 26.    | Városi Stadion, Podgorica, Montenegro                     | Montenegró          | 1–0 | 2–1            | 2018-as világbajnokság-selejtező   |
| 44 | 87                  | 2017. június 10.     | Nemzeti Stadion, Varsó, Lengyelország                     | Románia             | 1–0 | 3–1            | 2018-as világbajnokság-selejtező   |
| 45 | 87                  | 2017. június 10.     | Nemzeti Stadion, Varsó, Lengyelország                     | Románia             | 2–0 | 3–1            | 2018-as világbajnokság-selejtező   |
| 46 | 87                  | 2017. június 10.     | Nemzeti Stadion, Varsó, Lengyelország                     | Románia             | 3–0 | 3–1            | 2018-as világbajnokság-selejtező   |
| 47 | 89                  | 2017. szeptember 4.  | Nemzeti Stadion, Varsó, Lengyelország                     | Kazahsztán          | 3–0 | 3–0            | 2018-as világbajnokság-selejtező   |
| 48 | 90                  | 2017. október 5.     | Vazgen Sargsyan Republican Stadion, Jereván, Örményország | Örményország        | 2–0 | 6–1            | 2018-as világbajnokság-selejtező   |
| 49 | 90                  | 2017. október 5.     | Vazgen Sargsyan Republican Stadion, Jereván, Örményország | Örményország        | 3–0 | 6–1            | 2018-as világbajnokság-selejtező   |
| 50 | 90                  | 2017. október 5.     | Vazgen Sargsyan Republican Stadion, Jereván, Örményország | Örményország        | 5–1 | 6–1            | 2018-as világbajnokság-selejtező   |
| 51 | 91                  | 2017. október 8.     | Nemzeti Stadion, Varsó, Lengyelország                     | Montenegró          | 3–2 | 4–2            | 2018-as világbajnokság-selejtező   |
| 52 | 93                  | 2018. március 27.    | Sziléziai Stadion, Chorzów, Lengyelország                 | Dél-Korea           | 1–0 | 3–2            | Barátságos mérkőzés                |
| 53 | 94                  | 2018. június 8.      | Stadion Miejski, Poznań, Lengyelország                    | Chile               | 1–0 | 2–2            | Barátságos mérkőzés                |
| 54 | 95                  | 2018. június 12.     | Nemzeti Stadion, Varsó, Lengyelország                     | Litvánia            | 1–0 | 4–0            | Barátságos mérkőzés                |
| 55 | 95                  | 2018. június 12.     | Nemzeti Stadion, Varsó, Lengyelország                     | Litvánia            | 2–0 | 4–0            | Barátságos mérkőzés                |
| 56 | 104                 | 2019. március 24.    | Nemzeti Stadion, Varsó, Lengyelország                     | Lettország          | 1–0 | 2–0            | 2020-as Európa-bajnokság-selejtező |
| 57 | 106                 | 2019. június 10.     | Nemzeti Stadion, Varsó, Lengyelország                     | Izrael              | 2–0 | 4–0            | 2020-as Európa-bajnokság-selejtező |
| 58 | 109                 | 2019. október 10.    | Daugava Stadion, Riga, Lettország                         | Lettország          | 1–0 | 3–0            | 2020-as Európa-bajnokság-selejtező |
| 59 | 109                 | 2019. október 10.    | Daugava Stadion, Riga, Lettország                         | Lettország          | 2–0 | 3–0            | 2020-as Európa-bajnokság-selejtező |
| 60 | 109                 | 2019. október 10.    | Daugava Stadion, Riga, Lettország                         | Lettország          | 3–0 | 3–0            | 2020-as Európa-bajnokság-selejtező |
| 61 | 112                 | 2019. november 19.   | Nemzeti Stadion, Varsó, Lengyelország                     | Szlovénia           | 2–1 | 3–2            | 2020-as Európa-bajnokság-selejtező |
| 62 | 114                 | 2020. október 14.    | Városi Stadion, Wrocław, Lengyelország                    | Bosznia-Hercegovina | 1–0 | 3–0            | 2020–2021-es UEFA Nemzetek Ligája  |
| 63 | 114                 | 2020. október 14.    | Városi Stadion, Wrocław, Lengyelország                    | Bosznia-Hercegovina | 3–0 | 3–0            | 2020–2021-es UEFA Nemzetek Ligája  |
| 64 | 117                 | 2021. március 25.    | Puskás Aréna, Budapest, Magyarország                      | Magyarország        | 3–3 | 3–3            | 2022-es világbajnokság-selejtező   |
| 65 | 118                 | 2021. március 28.    | Stadion Wojska Polskiego, Varsó, Lengyelország            | Andorra             | 1–0 | 3–0            | 2022-es világbajnokság-selejtező   |
| 66 | 118                 | 2021. március 28.    | Stadion Wojska Polskiego, Varsó, Lengyelország            | Andorra             | 2–0 | 3–0            | 2022-es világbajnokság-selejtező   |
| 67 | 121                 | 2021. június 19.     | La Cartuja, Sevilla, Spanyolország                        | Spanyolország       | 1–1 | 1–1            | 2020-as Európa-bajnokság           |
| 68 | 122                 | 2021. június 23.     | Kresztovszkij Stadion, Szentpétervár, Oroszország         | Svédország          | 1–2 | 2–3            | 2020-as Európa-bajnokság           |
| 69 | 122                 | 2021. június 23.     | Kresztovszkij Stadion, Szentpétervár, Oroszország         | Svédország          | 2–2 | 2–3            | 2020-as Európa-bajnokság           |
| 70 | 123                 | 2021. szeptember 2.  | Nemzeti Stadion, Varsó, Lengyelország                     | Albánia             | 1–0 | 4–1            | 2022-es világbajnokság-selejtező   |
| 71 | 124                 | 2021. szeptember 5.  | Olimpiai Stadion, Serravalle, San Marino                  | San Marino          | 1–0 | 7–1            | 2022-es világbajnokság-selejtező   |
| 72 | 124                 | 2021. szeptember 5.  | Olimpiai Stadion, Serravalle, San Marino                  | San Marino          | 3–0 | 7–1            | 2022-es világbajnokság-selejtező   |
| 73 | 128                 | 2021. november 12.   | Estadi Nacional, Andorra la Vella, Andorra                | Andorra             | 1–0 | 4–1            | 2022-es világbajnokság-selejtező   |
| 74 | 128                 | 2021. november 12.   | Estadi Nacional, Andorra la Vella, Andorra                | Andorra             | 4–1 | 4–1            | 2022-es világbajnokság-selejtező   |
| 75 | 129                 | 2022. március 29.    | Śląski Stadion, Chorzów, Lengyelország                    | Svédország          | 1–0 | 2–0            | 2022-es világbajnokság-selejtező   |
| 76 | 131                 | 2022. június 8.      | Baldvin király Stadion, Brüsszel, Belgium                 | Belgium             | 1–0 | 1–6            | 2022–2023-as UEFA Nemzetek Ligája  |
| 77 | 136                 | 2022. november 26.   | Egyetemvárosi Stadion, al-Rajján, Katar                   | Szaúd-Arábia        | 2–0 | 2–0            | 2022-es világbajnokság             |
| 78 | 138                 | 2022. december 4.    | Al-Thumama Stadion, Doha, Katar                           | Franciaország       | 1–3 | 1–3            | 2022-es világbajnokság             |
| 79 | 142                 | 2023. június 20.     | Zimbru Stadion, Chișinău, Moldova                         | Moldova             | 2–0 | 2–3            | 2024-es EB-selejtező               |
| 80 | 143                 | 2023. szeptember 7.  | Nemzeti Stadion, Varsó, Lengyelország                     | Feröer              | 1–0 | 2–0            | 2024-es EB-selejtező               |
| 81 | 143                 | 2023. szeptember 7.  | Nemzeti Stadion, Varsó, Lengyelország                     | Feröer              | 2–0 | 2–0            | 2024-es EB-selejtező               |
| 82 | 146                 | 2023. november 21.   | Nemzeti Stadion, Varsó, Lengyelország                     | Lettország          | 2–0 | 2–0            | Barátságos mérkőzés                |
| 83 | 152                 | 2024. június 25.     | Signal Iduna Park, Dortmund, Németország                  | Franciaország       | 1–1 | 1–1            | 2024-es Európa-bajnokság           |
| 84 | 153                 | 2024. szeptember 5.  | Hampden Park, Glasgow, Skócia                             | Skócia              | 2–0 | 3–2            | 2024–2025-ös UEFA Nemzetek Ligája  |